# Ernestine Palmfelt

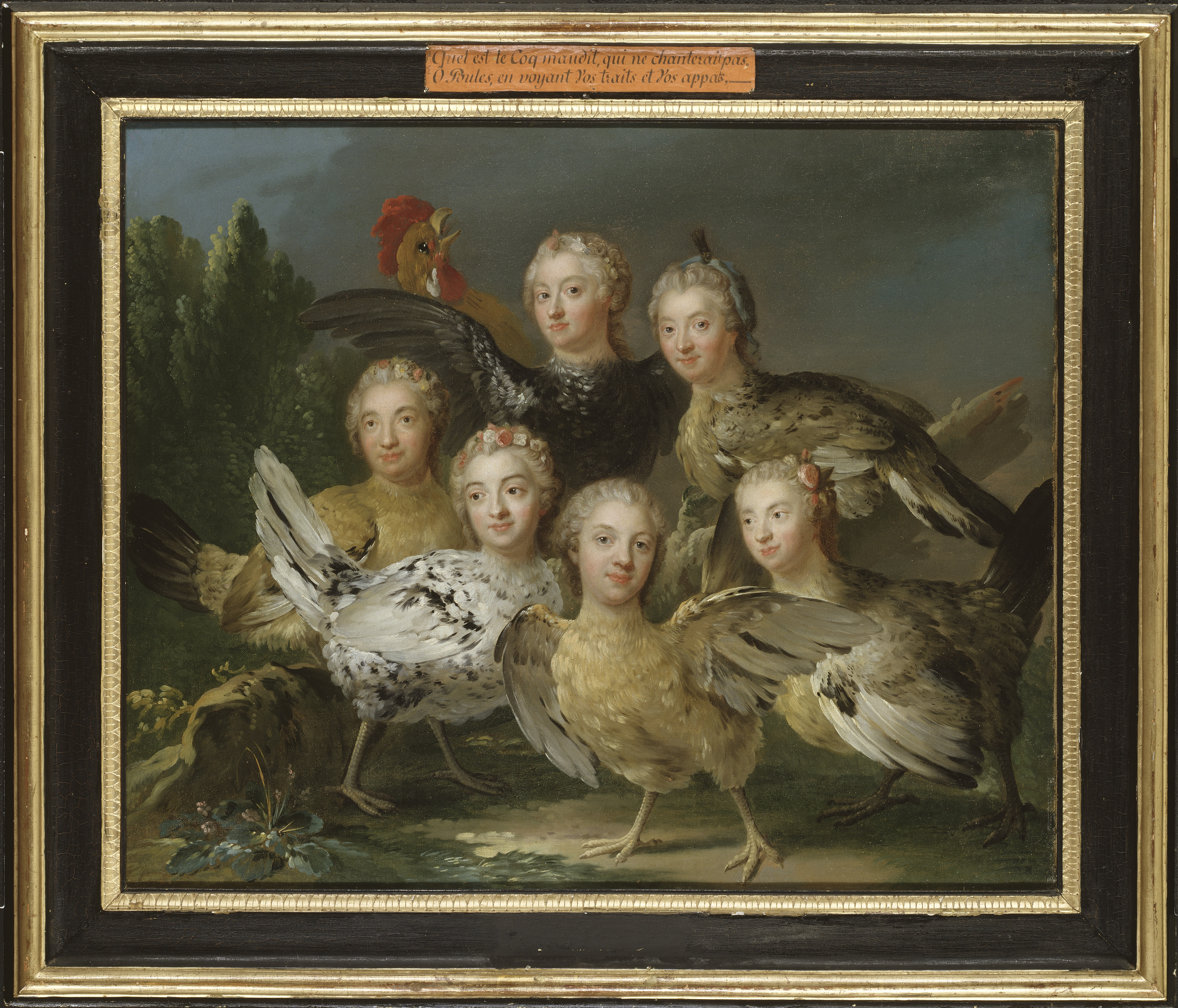
Hönstavlan av Johan Pasch och Johan Henrik Scheffel från 1747, föreställande Lovisa Ulrikas sex hovfröknar: Ernestine von Griesheim, Henrica Juliana von Liewen, Charlotta Sparre, Ulrika Strömfelt, Agneta Strömfelt och Cathérine Charlotte Taube.

Ernestine Palmfelt, född von Grisheim 1707, död 22 februari 1767 i Stockholm, var en svensk friherrinna, hovfunktionär och målare. 
Ernestine Palmfelt var hovfröken hos Ulrika Eleonora. Liksom dennas övriga hovstat övergick liksom hon i tjänst hos Lovisa Ulrika och ingick i det följe som följde henne från Svenska Pommern till bröllopet i Sverige 1744. Hon var en av de avbildade på den berömda Hönstavlan från 1747. Palmfeldt betecknas av Lovisa Ulrika som kvick och "mycket kunskapsrik".
Hon var medlem vid Lovisa Ulrikas amatörteatersällskap, som uppförde pjäser vid hovet från 1746 tills Sällskapet Du Londel engagerades. År 1749 uppgavs medlemmarna bestå av bland andra "fröknarna Grisheim, de la Gardie, de båda Strömfelt och Düben, grefvarna de la Gardie, Barck och Fersen". Hon avslutade sin tjänst som hovfröken vid sitt giftermål 1752 på Ulriksdal med överceremonimästare friherre Gustaf Palmfelt (1711–1758). 
1766 blev hon utsedd till underhovmästarinna hos kronprinsessan Sofia Magdalena; hon var formellt underställd Anna Maria Hjärne, men skulle i realiteten sköta hela tjänsten medan Hjärne endast skulle vara i tjänst under större högtider: 
"Då grefvinnan Hiärne var öfverhofmästarinna, inrättades denna hofmästarinne-sysla hos då varande kronprinsessan för friherrinnan Palmfelt, som dog någon tid därefter. Grefvinnan Hiärne emottog denna sysla under partitiderna, då någon rådsfru skulle utväljas, och hon, ehuru därtil mindre tjenlig, nödgades den samma emottaga; hon skulle endast vid stora representationer göra tjenst, fru Palmfelt, som i all sin tid lefvat vid hofvet, skulle bestrida den dageliga upvaktningen. Efter hennes död fick grefvinnan Carl Fersen samma sysla."
Hon var verksam som målare och är representerad med två oljemålningar på Nationalmuseum: Liggande boskap, kopierad efter Philipp Peter Roos (1736), och Italiensk boskapsdrift, kopierad efter Philipp Peter Roos (1736).